# Rhinella vellardi
Espèce
Synonymes
- Bufo spinulosus orientalis Vellard, 1959
- Bufo vellardi Leviton & Duellman, 1978

Statut de conservation UICN

 EN  : En danger
Rhinella vellardi est une espèce d'amphibiens de la famille des Bufonidae.

## Répartition
Cette espèce est endémique de la région de Cajamarca au Pérou. Elle se rencontre dans le bassin supérieur du Río Marañon.

## Étymologie
Cette espèce est nommée en l'honneur de Jehan Albert Vellard.

## Publications originales
- Leviton & Duellman, 1978 : A case of homonymy in Bufo (Amphibia, Anura, Bufonidae). Journal of Herpetology, vol. 12, p. 246-247.
- Vellard, 1959 : Estudios sobre batracios andinos. V. El género Bufo. Memorias del Museo de Historia Natural Javier Prado, Lima, vol. 8, p. 1-48.